# 서일
서일(徐一, 1881년 2월 26일 ~ 1921년 8월 28일)은 조선의 독립운동가이다. 본명은 서기학(徐夔學)이며, 아호는 백포(白圃)이다. 본관은 이천.

## 생애
국경 지대인 함경북도 경원군 출생이다. 1902년 경성군에서 사범학교를 졸업하였고, 한일 병합 조약 체결 이후인 1911년에 국경을 넘어 만주로 망명했다.
1911년경에 5적 암살단 출신의 나철을 만나 감화를 받은 뒤, 이듬해 대종교에 입교했다. 그리고 대종교 신자들을 중심으로 한 중광단(重匡團)이라는 독립운동 단체를 조직하고, 단장에 취임했다.
1919년 김좌진 등 39명의 동지들과 함께 길림에서 대한독립선언서를 발표하였다. 1919년 3·1 운동 이후 중광단을 대한정의단(大韓正義團)으로 개편하였고, 무장 조직인 대한군정회를 설치하여 만주 지역을 거점으로 한 무장 항쟁을 기도하였다. 대한정의단과 대한군정회는 대한군정부로 통합된 뒤 대한군정서로 개칭하였는데, 흔히 '북로군정서'로 불리는 단체다. 이범석과 김좌진이 북로군정서 소속이었으며, 서일은 총재를 맡았다.
1921년에는 독립군 조직을 통합하여 대한독립군단을 조직하였다가, 동년 6월 28일 스보보드니에서 자유시 참변(일명 흑하사변)이 일어나고 많은 동지들이 사망하자 이에 대해 책임을 지고 두 달 후 스스로 호흡을 멈추는 방법으로 밀산에서 자살했다.

## 사후
- 대한민국 정부는 그의 공헌을 기리기 위해 1962년 건국훈장 독립장을 추서하였다.
- 독립기념관 내에 "조국광복을 위하여 생사를 함께 하기로 맹세한 동지들을 모두 잃었으니 무슨 면목으로 살아서 조국과 동포를 대하리오. 차라리 이 목숨 버려 사죄하는 것이 마땅하리라."라고 적힌 어록비가 세워져 있다.

## 가계
- 부인 : 채씨
  - 장녀 : 서모(徐模, 1902~?)
  - 차녀 : 서죽청(徐竹淸, 1906~?)
  - 사위 : 최관(1900~?)
  - 아들 : 서윤제(1908~1969) 독립운동가
  - 자부 : 권씨(1907~1931)
    - 손자 : 서경섭(徐敬燮, 1925~2008)
    - 손자 : 서만섭(徐萬燮, 1930)

## 관련 작품
- 북만벌, 칼을 가는 나그네 - 백야 김좌진 장군

## 같이 보기
- 김좌진
- 북로군정서
- 독립군 (조선)

## 참고자료
- 대한민국 국가보훈처, 이 달의 독립 운동가 상세자료 - 서일, 1992년